# Rózsás csigagomba
A rózsás csigagomba (Hygrophorus abieticola) a csigagombafélék családjába tartozó gombafaj.

## Megjelenése
A rózsás csigagomba ősszel termő gombafaj, mely rendszerint többedmagával terem, kizárólag jegenyefenyő szomszédságában. Kalapja fiatalon félgömb alakú, később is domború marad. Átmérője 3–9 cm között mozog, széle begöngyölt, színe rendszerint halvány narancs-rózsás, esetenként krémszínű. Lemezei lefutók, ritkán állók, fehérek, enyhe rózsás árnyalattal.
Tönkje hengeres, 5–10 cm hosszúságú, fehér vagy halványan rózsás. Húsa kemény, fehéres, jellemzően erős, kellemetlen szagú. Habár nem mérgező gomba, de rossz íze miatt nem ehető.

## Összetéveszthetősége
Összetéveszthető közeli rokonával, az ehető ligeti csigagombával, ettől azonban megkülönbözteti erős szaga és termőhelye (a ligeti csigagomba kizárólag lombhullató erdők, elsősorban tölgyerdők talaján terem).